# Mare de Déu Trobada de Salses
La Mare de Déu Trobada, o Apareguda, de Salses és una capella en ruïnes del terme comunal de la vila de Salses, a la comarca del Rosselló (Catalunya Nord).
Està situada al nord de la Muntanyeta, no gaire lluny a ponent de la vila de Salses.